# Loachapoka
Loachapoka es un pueblo ubicado en el condado de Lee en el estado estadounidense de Alabama. En el censo de 2010, su población era de 180 habitantes.

## Demografía
En el 2000 la renta per cápita promedia del hogar era de $ 30.938, y el ingreso promedio para una familia era de $ 33.571. El ingreso per cápita para la localidad era de $ 14.477. Los hombres tenían un ingreso per cápita de $ 28.750 contra $ 28.500 para las mujeres.

## Geografía
Loachapoka está situado en 32°36′17″N 85°35′49″O / 32.60472, -85.59694 (32.604844, -85.596890)
Según la Oficina del Censo de los EE. UU., la ciudad tiene un área total de 1.14 millas cuadradas (2.96 km²).